# Liste der Monuments historiques in Brienne-le-Château
Die Liste der Monuments historiques in Brienne-le-Château führt die Monuments historiques in der französischen Gemeinde Brienne-le-Château auf.

## Liste der Immobilien
| Bezeichnung                        | Beschreibung                                                                                       | Standort                                                                                | Kennzeichnung | Schutzstatus | Datum | Bild           |
| ---------------------------------- | -------------------------------------------------------------------------------------------------- | --------------------------------------------------------------------------------------- | ------------- | ------------ | ----- | -------------- |
| Römerstraße Troyes–Naix-aux-Forges | Abschnitt der Via Agrippa, Anfang des ersten Jahrhunderts nach Christus                            | innerorts im Zuge der heutigen D 443 und D 960, nördlich des Ortes östlich davon (Lage) | PA00078068    | Inscrit      | 1982  |                |
| Militärschule                      | ehemaliges Paulanerkloster, ab 1776 königliche Militärschule, 1790 aufgelöst; heute Musée Napoléon | 34 rue de l’École militaire (Lage)                                                      | PA00078064    | Classé       | 1933  | weitere Bilder |
| Hôtel de Ville                     | mit Standbild Napoleons I.; von 1855 bis 1859 errichtet, Bildhauer Louis Rochet                    | Place de l’Hôtel de Ville (Lage)                                                        | PA00135305    | Inscrit      | 1995  | weitere Bilder |
| Château de Brienne                 | auch Château des Loménie; zwischen 1770 und 1778 erbaut                                            | Avenue de Bauffremont (Lage)                                                            | PA00078062    | Inscrit      | 1935  | weitere Bilder |
| Kirche St-Pierre-et-St-Paul        | ab dem 12. Jahrhundert                                                                             | Place de l’Église (Lage)                                                                | PA00078065    | Classé       | 1895  | weitere Bilder |
| Markthalle                         | Fachwerkkonstruktion, 16. Jahrhundert                                                              | Rue de la Halle (Lage)                                                                  | PA00078066    | Classé       | 1930  | weitere Bilder |
| Hôpital de la Charité              | ehemaliges Krankenhaus; 1774 bis 1783 erbaut                                                       | Avenue Pasteur (Lage)                                                                   | PA00078067    | Inscrit      | 1941  | weitere Bilder |
| Missionskreuz                      | Schmiedeeisen, 1804                                                                                | Place de l’Église (Lage)                                                                | PA00078063    | Inscrit      | 1930  | weitere Bilder |

## Liste der Objekte
| Bezeichnung                                                              | Beschreibung | Standort                                  | Kennzeichnung | Schutzstatus | Datum | Bild           |
| ------------------------------------------------------------------------ | --- | ----------------------------------------- | ------------- | ------------ | ----- | -------------- |
| Tablett mit zwei Kännchen                                                | Silber, zweite Hälfte des 19. Jahrhunderts, von Pierre-Henry Favre; im Musée Napoléon deponiert                         | in der Kirche St-Pierre-et-St-Paul (Lage) | PM10003680    | Inscrit      | 1994  |                |
| Kelch (1)                                                                | Silber, vergoldet, zwischen 1819 und 1838, von Alexis Renaud; im Musée Napoléon deponiert                               | in der Kirche St-Pierre-et-St-Paul (Lage) | PM10003682    | Inscrit      | 1994  |                |
| Kommuniontisch (1)                                                       | Schmiedeeisen, 18. Jahrhundert                                                                                          | in der Kirche St-Pierre-et-St-Paul (Lage) | PM10003712    | Inscrit      | 1974  |                |
| Gemälde Heilige Familie                                                  | Ölfarbe auf Leinwand, Holzrahmen, 1840; nach Nicolas Poussin                                                            | in der Kirche St-Pierre-et-St-Paul (Lage) | PM10003713    | Inscrit      | 1974  |                |
| Gemälde Marienhochzeit und Konfirmation                                  | Ölfarbe auf Holz, 16. Jahrhundert                                                                                       | in der Kirche St-Pierre-et-St-Paul (Lage) | PM10000343    | Classé       | 1983  |                |
| Drei Reliefs: Mariä Verkündigung, Geburt Christi und Anbetung der Hirten | Kalkstein, farbig gefasst, 1523                                                                                         | in der Kirche St-Pierre-et-St-Paul (Lage) | PM10000344    | Classé       | 1895  |                |
| Chorschranke                                                             | Schmiedeeisen, vergoldet,1746/47                                                                                        | in der Kirche St-Pierre-et-St-Paul (Lage) | PM10000349    | Classé       | 1913  |                |
| Kelch (2)                                                                | Silber, Anfang des 19. Jahrhunderts; verschwunden                                                                       | in der Kirche St-Pierre-et-St-Paul (Lage) | PM10003675    | Inscrit      | 1994  |                |
| Kelch (3)                                                                | Silber, vergoldet, 1726 oder 1750; im Musée Napoléon deponiert                                                          | in der Kirche St-Pierre-et-St-Paul (Lage) | PM10003679    | Inscrit      | 1994  |                |
| Kelch und Patene (1)                                                     | Silber, vergoldet, 1768; im Musée Napoléon deponiert                                                                    | in der Kirche St-Pierre-et-St-Paul (Lage) | PM10003683    | Inscrit      | 1994  |                |
| Skulptur Heilige Margaretha                                              | Holz, übertüncht, 16. Jahrhundert                                                                                       | in der Kirche St-Pierre-et-St-Paul (Lage) | PM10003715    | Inscrit      | 1974  |                |
| Hostiendose (1)                                                          | Goldschmiedearbeit, 19. Jahrhundert; verschwunden                                                                       | in der Kirche St-Pierre-et-St-Paul (Lage) | PM10003676    | Inscrit      | 1994  |                |
| Zwei Ampullen für die heiligen Öle                                       | Silber, vergoldet, 19. Jahrhundert; im Musée Napoléon deponiert                                                         | in der Kirche St-Pierre-et-St-Paul (Lage) | PM10003678    | Inscrit      | 1994  |                |
| Retabel                                                                  | Kalkstein, 17. Jahrhundert; zugehörig PM10003671                                                                        | in der Kirche St-Pierre-et-St-Paul (Lage) | PM10003670    | Inscrit      | 1976  |                |
| Gemälde Heilige Sippe                                                    | Ölfarbe auf Leinwand, 17. Jahrhundert                                                                                   | in der Kirche St-Pierre-et-St-Paul (Lage) | PM10003671    | Inscrit      | 1976  |                |
| Kelch und Patene (2)                                                     | Silber, vergoldet, zweite Hälfte des 19. Jahrhunderts, von Pierre-Henry Favre; im Musée Napoléon deponiert              | in der Kirche St-Pierre-et-St-Paul (Lage) | PM10003685    | Inscrit      | 1994  |                |
| Prozessionskreuz                                                         | Kupfer, Holz, 16. Jahrhundert; nach 1976 verschwunden                                                                   | in der Kirche St-Pierre-et-St-Paul (Lage) | PM10000348    | Classé       | 1894  |                |
| Skulptur Heiliger Sebastian                                              | Holz, farbig gefasst, 16. Jahrhundert                                                                                   | in der Kirche St-Pierre-et-St-Paul (Lage) | PM10000351    | Classé       | 1975  |                |
| Skulptur Johannes der Täufer                                             | Kalkstein, übertüncht, 16. Jahrhundert                                                                                  | in der Kirche St-Pierre-et-St-Paul (Lage) | PM10000355    | Classé       | 1976  |                |
| Ziborium (1)                                                             | Silber, vergoldet, 1894 von Eugène Chevron; im Musée Napoléon deponiert                                                 | in der Kirche St-Pierre-et-St-Paul (Lage) | PM10003673    | Inscrit      | 1994  |                |
| Hostiendose (2)                                                          | Silber, vergoldet, zweite Hälfte des 19. Jahrhunderts, von Jules Jamain und Eugène Chevron; im Musée Napoléon deponiert | in der Kirche St-Pierre-et-St-Paul (Lage) | PM10003677    | Inscrit      | 1994  |                |
| Zwei Kännchen                                                            | Silber, 1732; im Musée Napoléon deponiert                                                                               | in der Kirche St-Pierre-et-St-Paul (Lage) | PM10003681    | Inscrit      | 1994  |                |
| Patene (1)                                                               | Silber, vergoldet, um 1800; im Musée Napoléon deponiert                                                                 | in der Kirche St-Pierre-et-St-Paul (Lage) | PM10003687    | Inscrit      | 1994  |                |
| Skulptur Heiliger Vinzenz                                                | Holz, übertüncht, 17. Jahrhundert                                                                                       | in der Kirche St-Pierre-et-St-Paul (Lage) | PM10003714    | Inscrit      | 1974  |                |
| Weihwasserbecken                                                         | Gusseisen, bezeichnet 1520                                                                                              | in der Kirche St-Pierre-et-St-Paul (Lage) | PM10000347    | Classé       | 1894  |                |
| Hauptaltar                                                               | Altartisch; Marmor, 18. Jahrhundert                                                                                     | in der Kirche St-Pierre-et-St-Paul (Lage) | PM10000356    | Classé       | 1976  |                |
| Skulptur Paulus                                                          | Kalkstein, Anfang des 17. Jahrhunderts                                                                                  | in der Kirche St-Pierre-et-St-Paul (Lage) | PM10003667    | Inscrit      | 1975  |                |
| Skulptur Petrus                                                          | Kalkstein, Anfang des 17. Jahrhunderts                                                                                  | in der Kirche St-Pierre-et-St-Paul (Lage) | PM10003668    | Inscrit      | 1975  |                |
| Zwei Reliefs: Kain und Abel und Opferung Isaaks                          | Keramik, grau getüncht, 16. Jahrhundert; eventuell Kopien aus dem 19. Jahrhundert                                       | in der Kirche St-Pierre-et-St-Paul (Lage) | PM10000345    | Classé       | 1895  |                |
| Zehn Kirchenfenster                                                      | aus dem 16. Jahrhundert                                                                                                 | in der Kirche St-Pierre-et-St-Paul (Lage) | PM10000346    | Classé       | 1895  | weitere Bilder |
| Gemälde Fußwaschung                                                      | verso: Heiliger Nikolaus und heilige Margaretha; Ölfarbe auf Holz, vergoldeter Holzrahmen, um 1600                      | in der Kirche St-Pierre-et-St-Paul (Lage) | PM10000350    | Classé       | 1975  |                |
| Gemälde Joachim, Anna und Maria                                          | Ölfarbe auf Leinwand, 17. Jahrhundert                                                                                   | in der Kirche St-Pierre-et-St-Paul (Lage) | PM10000352    | Classé       | 1975  |                |
| Kommuniontisch (2)                                                       | Schmiedeeisen, Anfang des 19. Jahrhunderts                                                                              | in der Kirche St-Pierre-et-St-Paul (Lage) | PM10000353    | Classé       | 1975  |                |
| Skulptur Heiliger Rochus                                                 | Kalkstein, 16. Jahrhundert                                                                                              | in der Kirche St-Pierre-et-St-Paul (Lage) | PM10000354    | Classé       | 1976  |                |
| Gedenktafel an eine Messstiftung                                         | Marmor, bezeichnet 1663                                                                                                 | in der Kirche St-Pierre-et-St-Paul (Lage) | PM10003669    | Inscrit      | 1975  |                |
| Ziborium (2)                                                             | Silber, vergoldet, Email, 1897 von Pierre-Henry Favre; im Musée Napoléon deponiert                                      | in der Kirche St-Pierre-et-St-Paul (Lage) | PM10003672    | Inscrit      | 1994  |                |
| Kelch (4)                                                                | Silber, vergoldet, Kupfer, versilbert, Anfang des 19. Jahrhunderts; im Musée Napoléon deponiert                         | in der Kirche St-Pierre-et-St-Paul (Lage) | PM10003674    | Inscrit      | 1994  |                |
| Ziborium (3)                                                             | Silber, vergoldet, zweite Hälfte des 19. Jahrhunderts, von Pierre-Henry Favre; im Musée Napoléon deponiert              | in der Kirche St-Pierre-et-St-Paul (Lage) | PM10003684    | Inscrit      | 1994  |                |
| Monstranz                                                                | Silber, vergoldet, Email, vor 1896; im Musée Napoléon deponiert                                                         | in der Kirche St-Pierre-et-St-Paul (Lage) | PM10003686    | Inscrit      | 1994  |                |
| Patene (2)                                                               | Silber, vergoldet, zwischen 1809 und 1819, von Jean-Ange-Joseph Loque; im Musée Napoléon deponiert                      | in der Kirche St-Pierre-et-St-Paul (Lage) | PM10003688    | Inscrit      | 1994  |                |